# Місячне світло

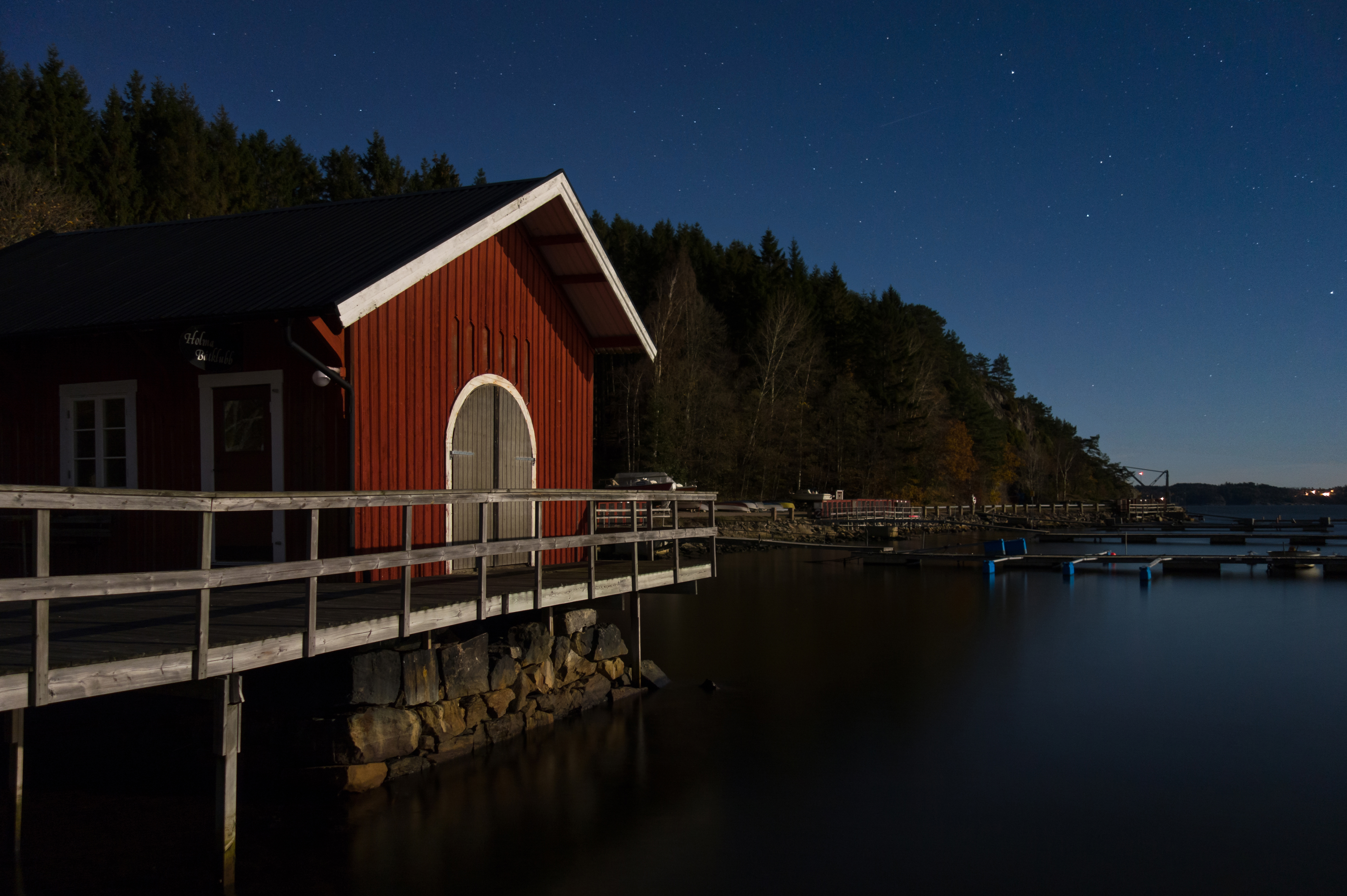
Місячне світло висвітлює човновий клуб у місті Холма, Швеція.

Місячне світло складається з переважно сонячного світла (з невеликою кількістю земного світла), відбитого від частин поверхні Місяця, куди падає світло Сонця. 

## Підсвічування
Інтенсивність місячного світла сильно варіюється в залежності від місячної фази, але навіть повний Місяць зазвичай забезпечує лише близько 0,05–0,1 люкс освітленість.  Коли повний Місяць навколо перигею («супермісяць») розглядається в районі верхньої кульмінації з тропіків, освітленість може досягати 0,32 люкс.  З Землі, видима зоряна величина повного Місяця становить лише близько, що від Сонця.
[джерело?]
Колір місячного світла, особливо навколо повного місяця, здається синім для людського ока в порівнянні з більшістю штучних джерел світла через ефект Пуркіньє. Місячне світло насправді не має тонованого синього кольору, і, незважаючи на те, що його часто називають "сріблястим", воно не має властивої йому сріблястої якості.
Альбедо Місяця дорівнює 0,136,  означає лише 13,6% падаючого сонячного світла відбивається від місячної поверхні. Місячному світлу потрібно приблизно 1,26 секунди, щоб досягти поверхні Землі. Розсіяне в атмосфері Землі місячне світло, як правило, збільшує яскравість нічного неба, зменшуючи контраст між затемненими зірками та фоном. З цієї причини багато астрономів зазвичай уникають спостережень за сесіями навколо повного місяця.

## Галерея

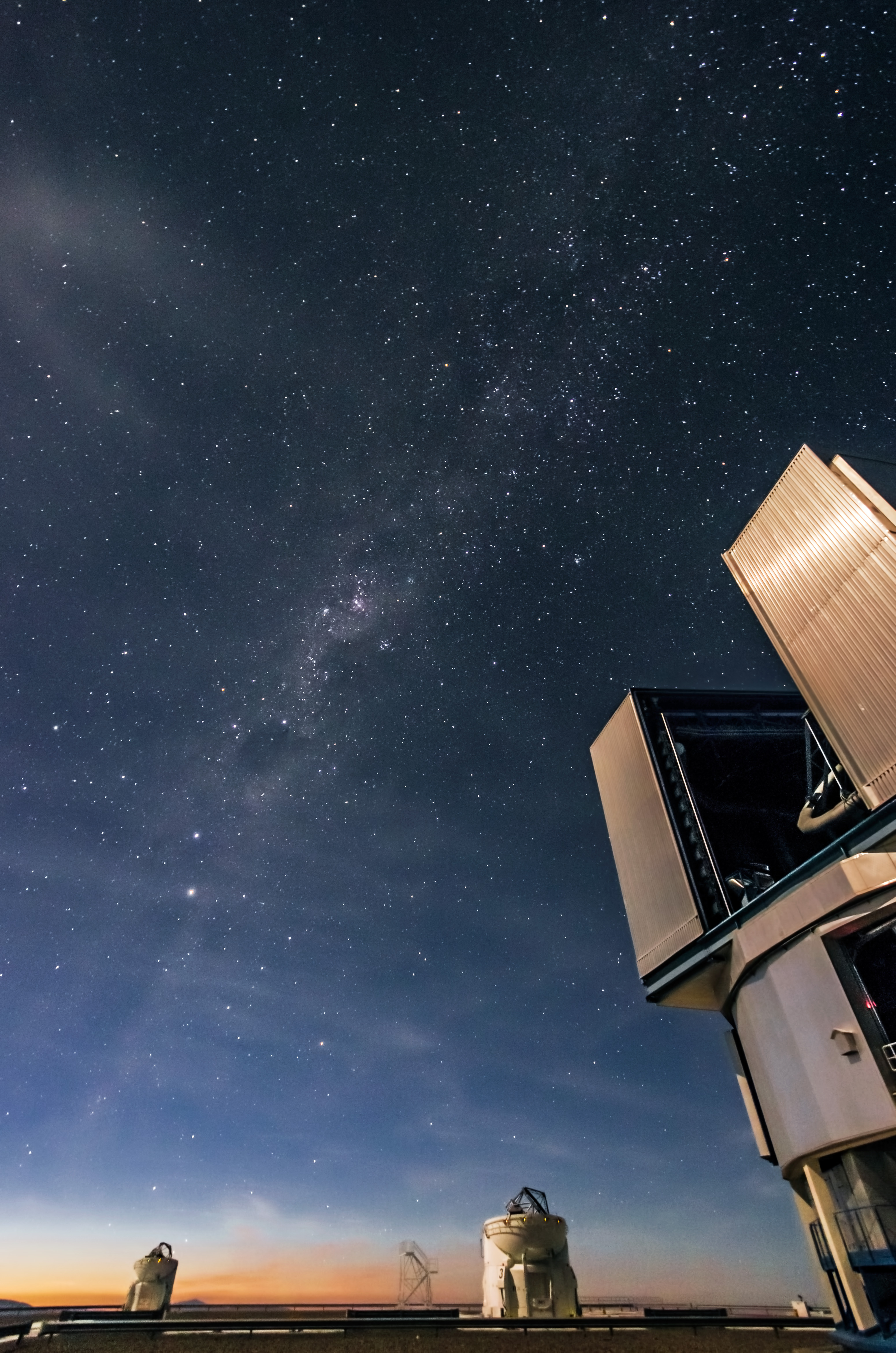
Місячне світло сяє на дуже великому телескопі .
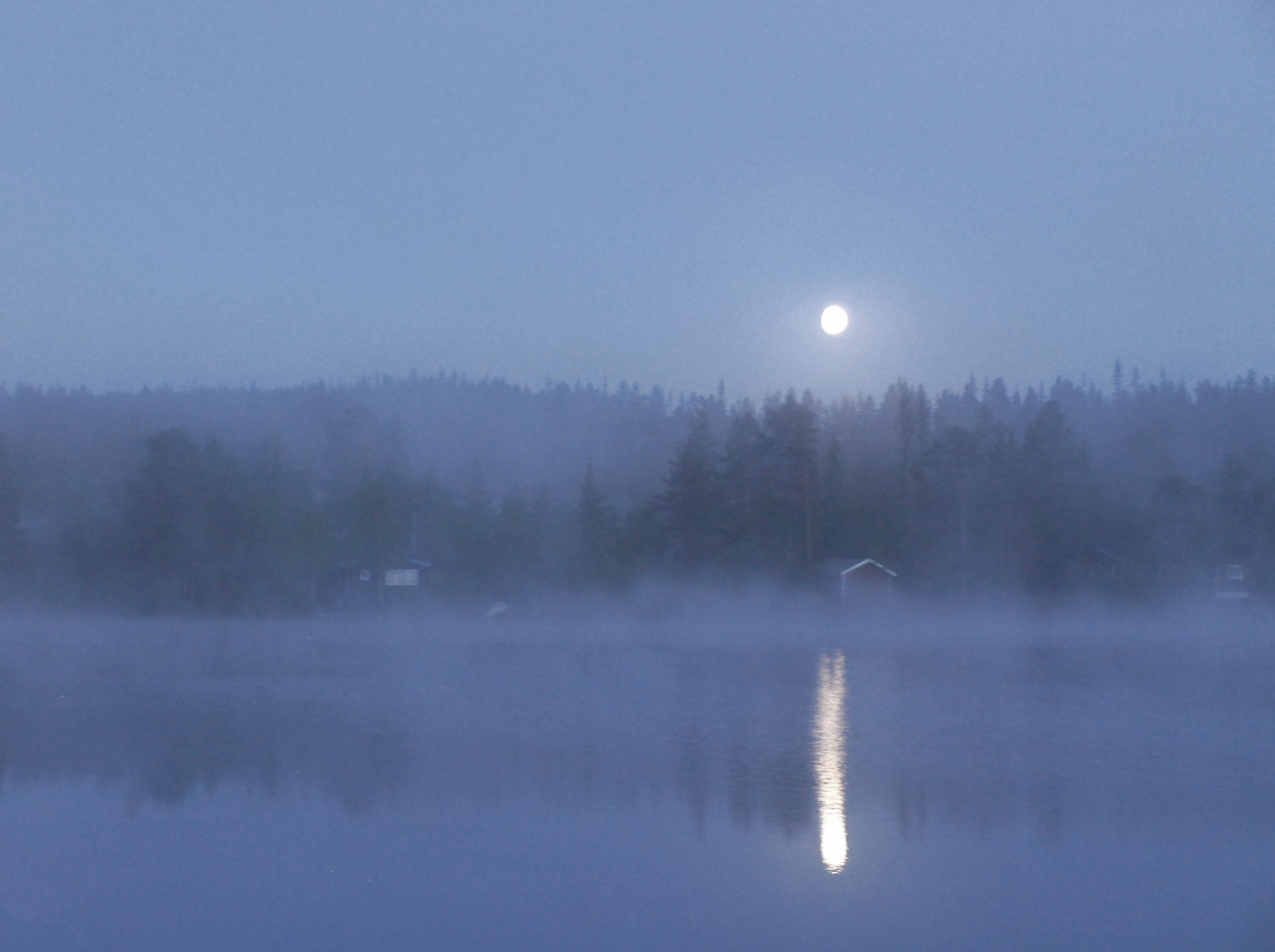
Місячне світло висвітлює озеро та околиці.
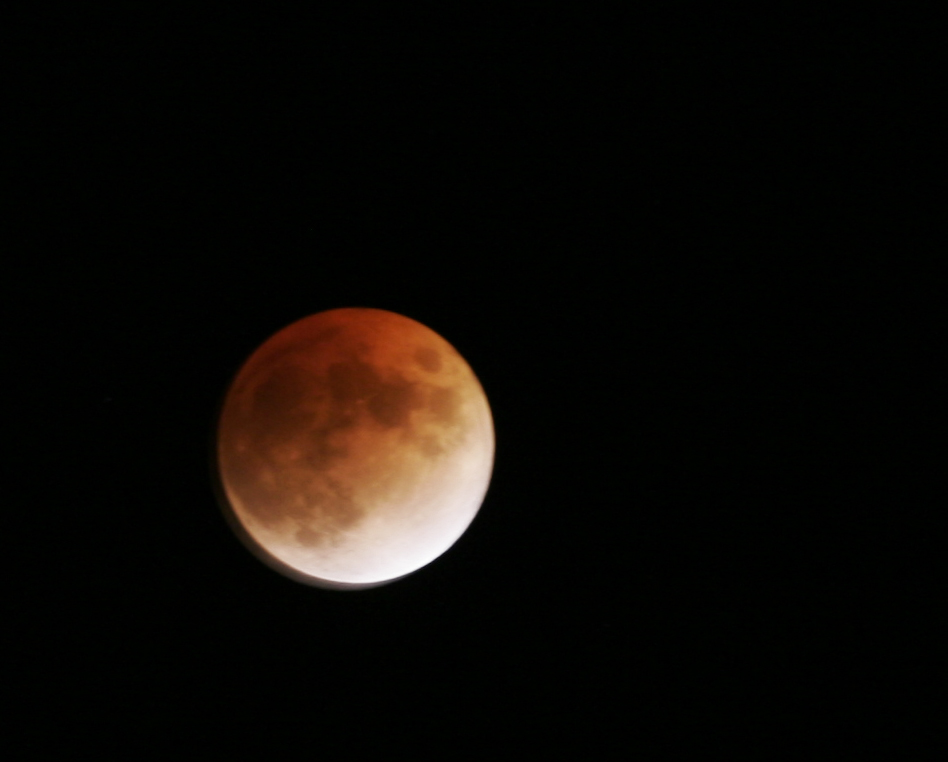
Під час місячного затемнення Місяць забарвлюється в червоний колір непрямими сонячними променями, які атмосфера Землі розсіяла і заломлила.
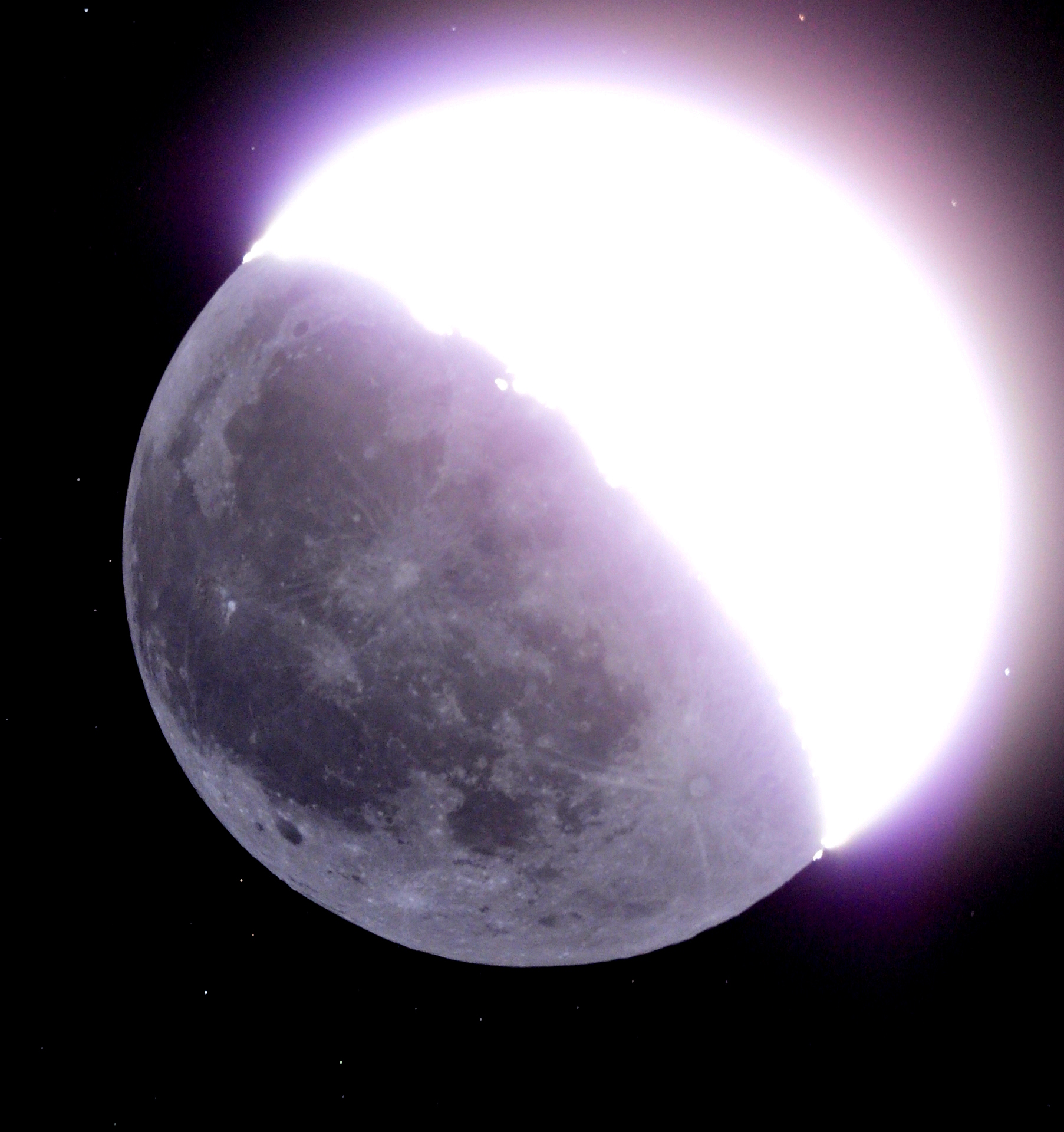
Земне[en] світло (непряме сонячне світло, що відбивається від Землі) висвітлює тьмяну сторону Місяця, тоді як пряме сонячне світло - яскраву.
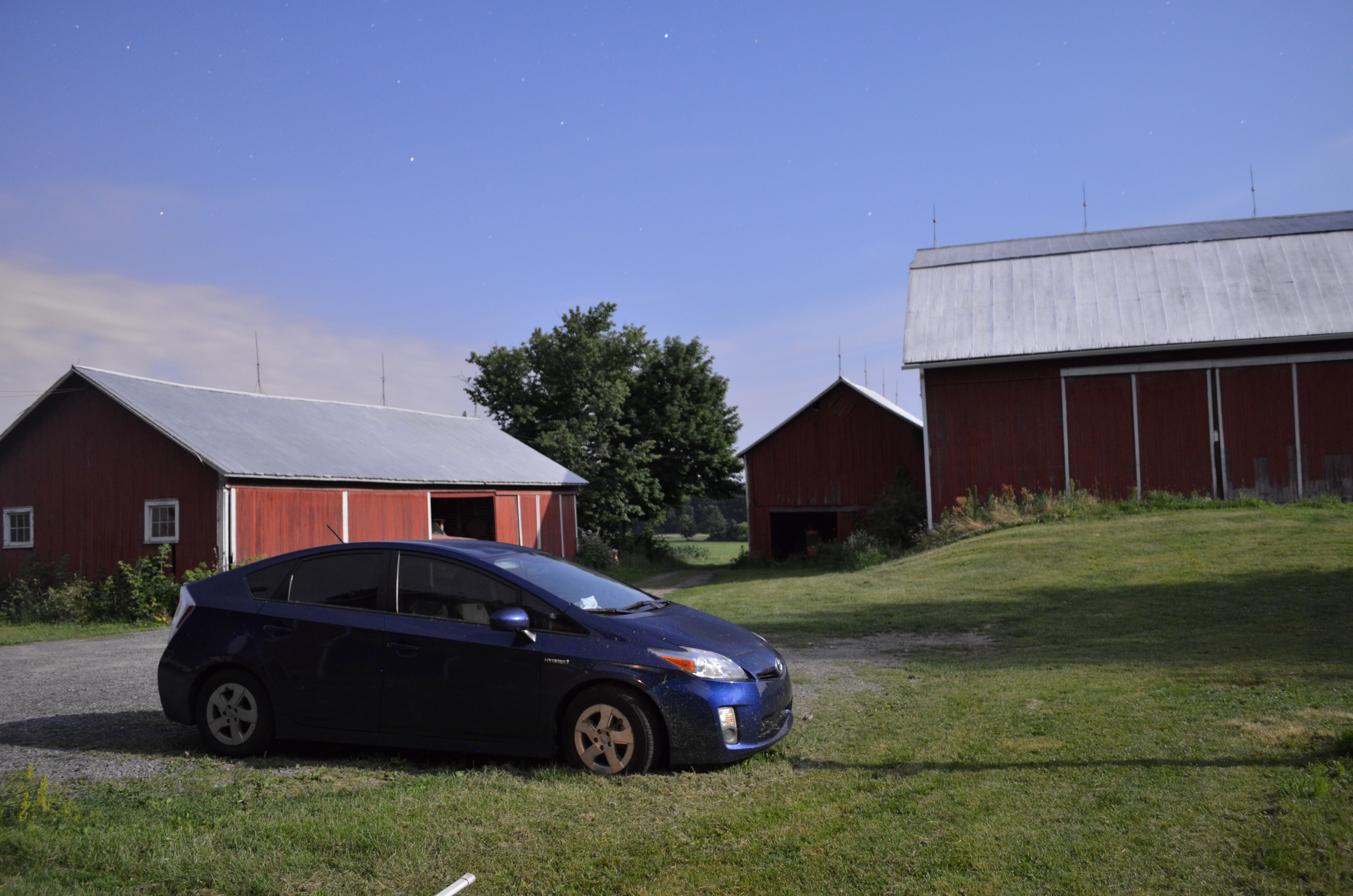
З ручними налаштуваннями експозиції фотографії, зроблені при місячному світлі, мало чим відрізняються від фотографій, зроблених при денному світлі .

## Фольклор
У фольклорі місячне світло іноді чинить шкідливий вплив. Наприклад, спати у світлі повного Місяця в певні ночі, як говорили, перетворювало людину на перевертня . Вважалося, що світло Місяця погіршує симптоми божевільних, а спати при місячному світлі може зробити когось сліпим або божевільним.  Вважалося, що нікталопія (нічна сліпота, спричинена нестачею вітаміну А), спричинена сном при місячному світлі в тропіках.
"Місячна сліпота" — назва рецидивного увеїту у коней. Місячне світло більше не сприймається як причина.

## Місячне світло в мистецтві

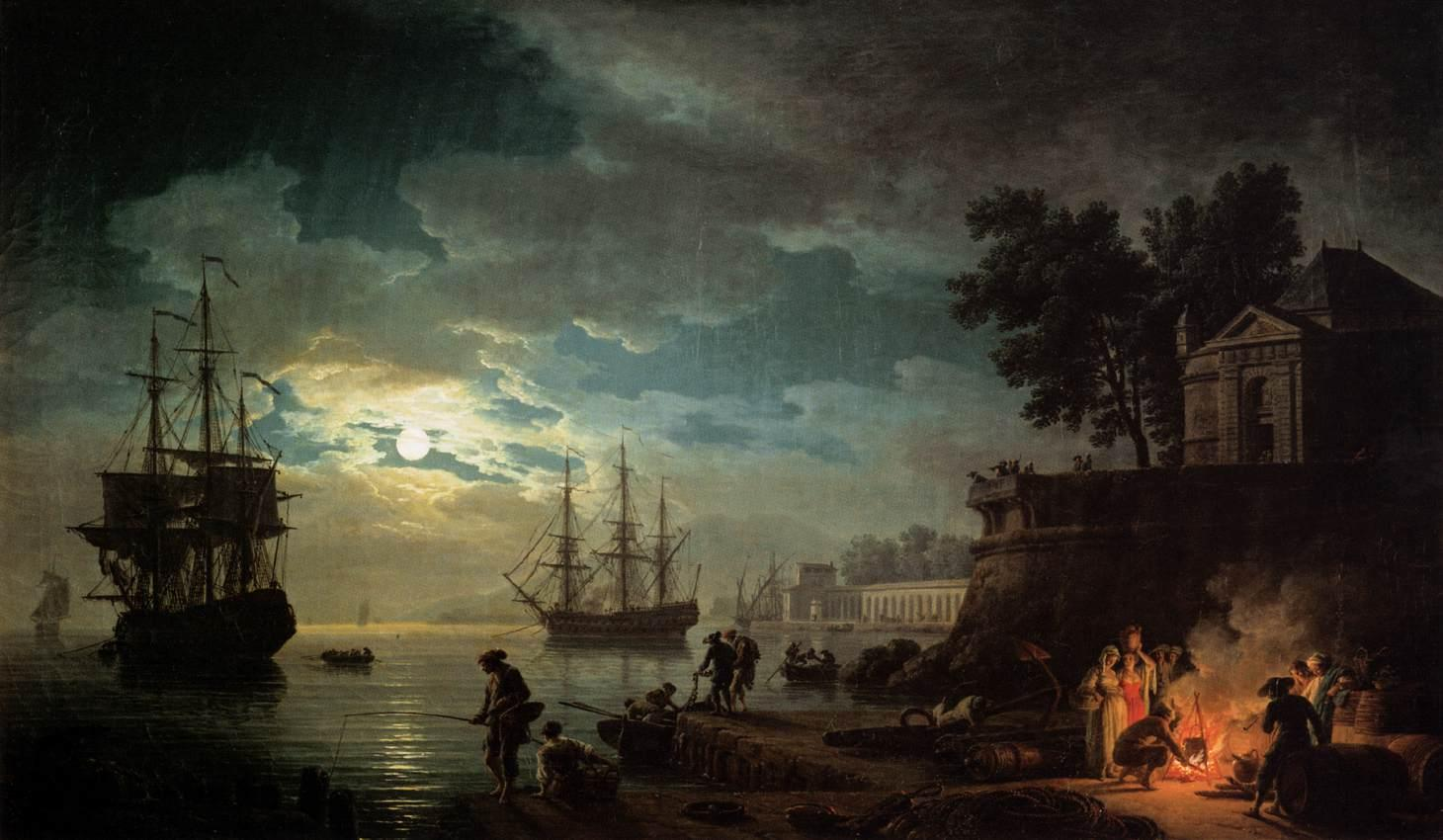
Морський порт «Місячним світлом» (1771) Клода Жозефа Верне
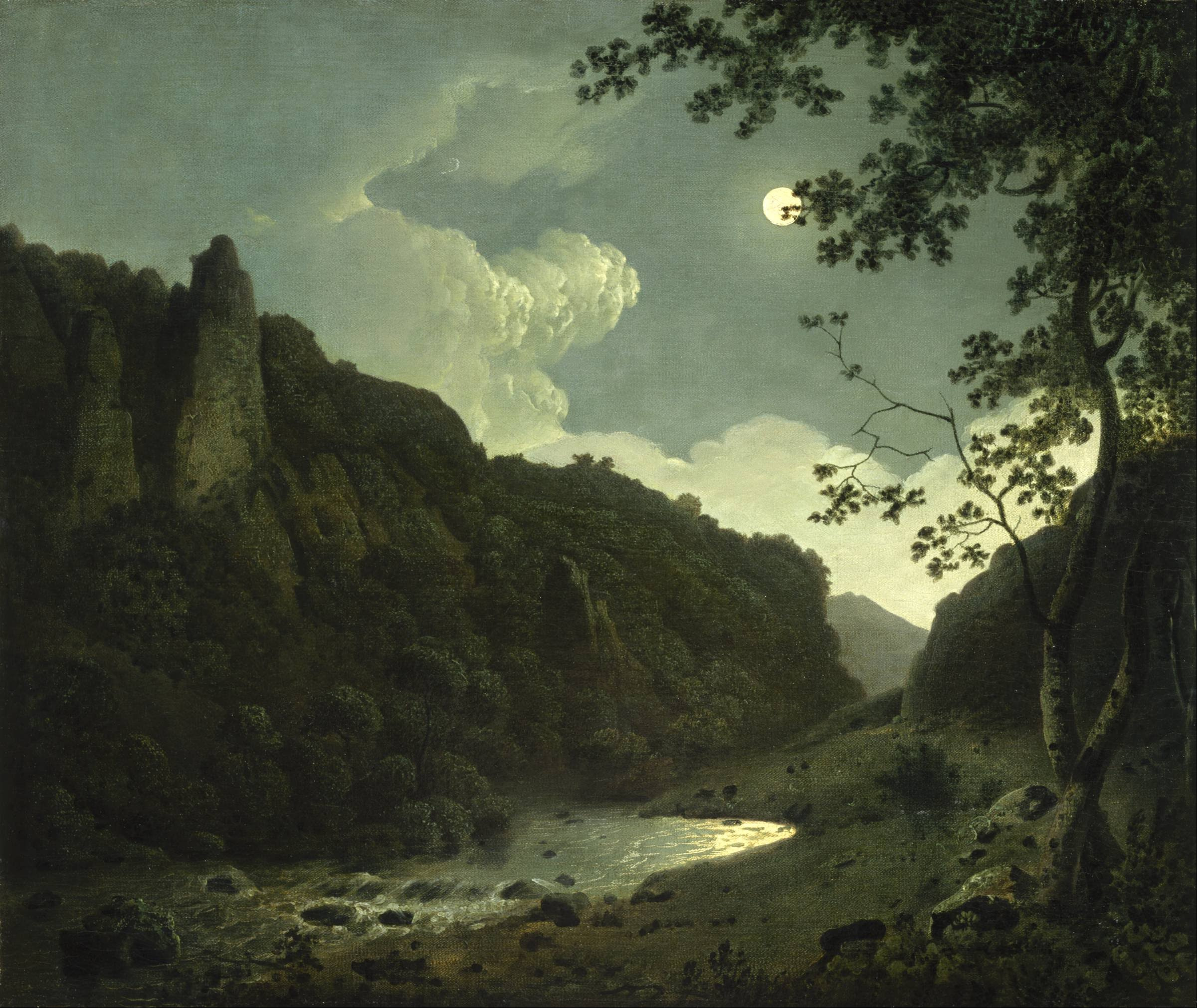
Dovedale від Moonlight[en] (1784) Джозефа Райта з Дербі
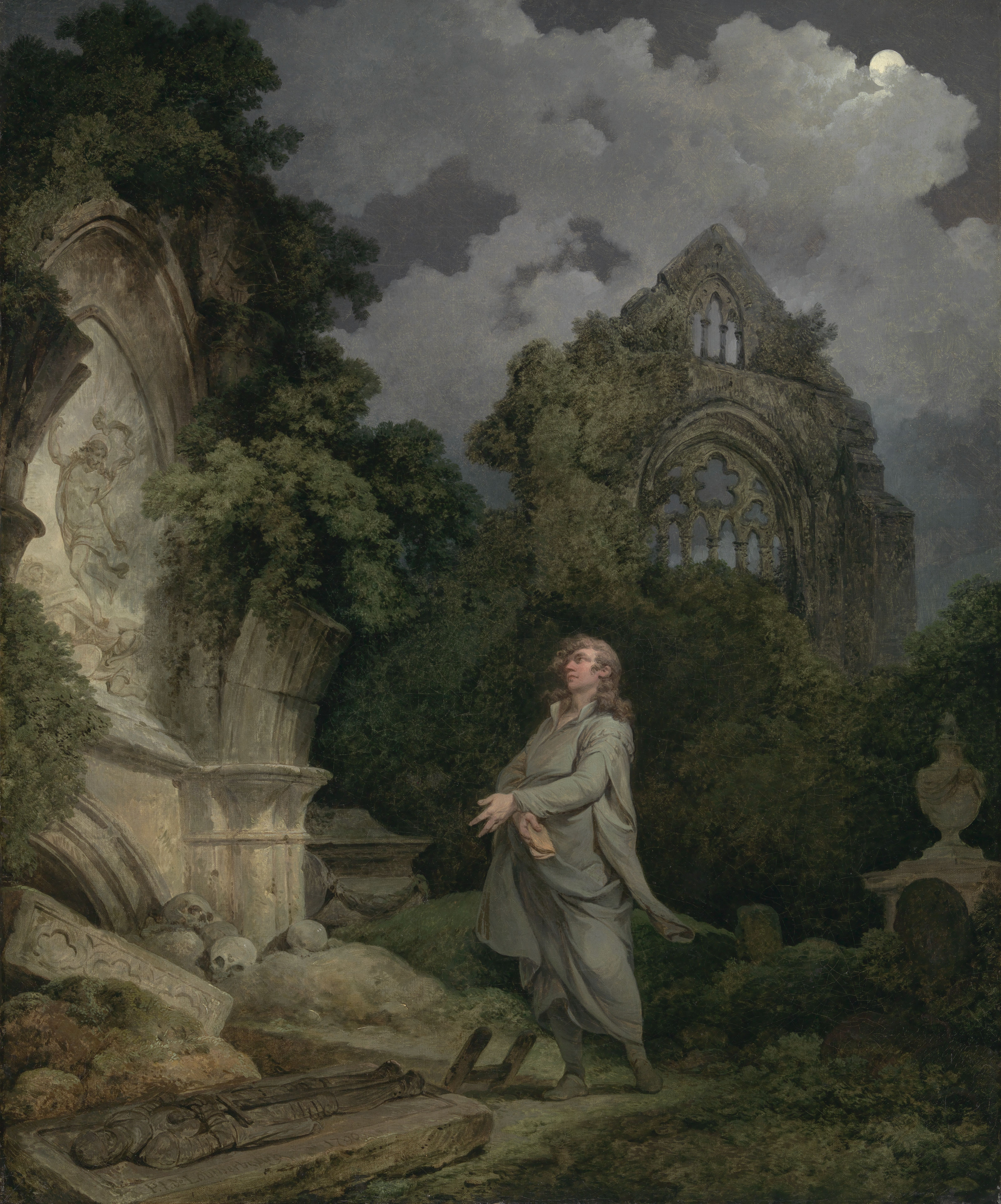
Філософ на місячному подвір’ї[en] церкви[en] (1790) Філіпа Джеймса де Лутербурга[en]
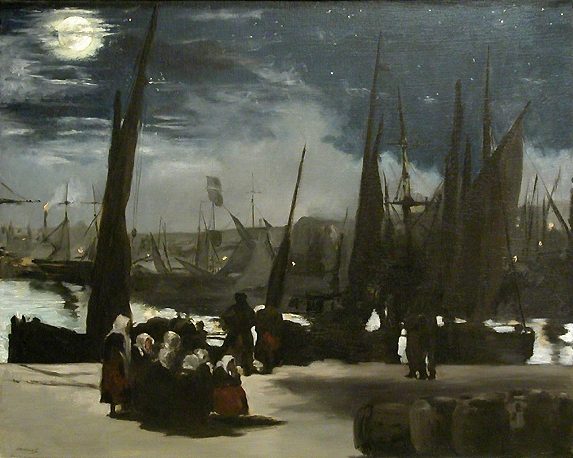
Порт Булонь від Місячного світла[en] (1869) Едуарда Мане
«Зоряна ніч» (1889) Вінсента ван Гога
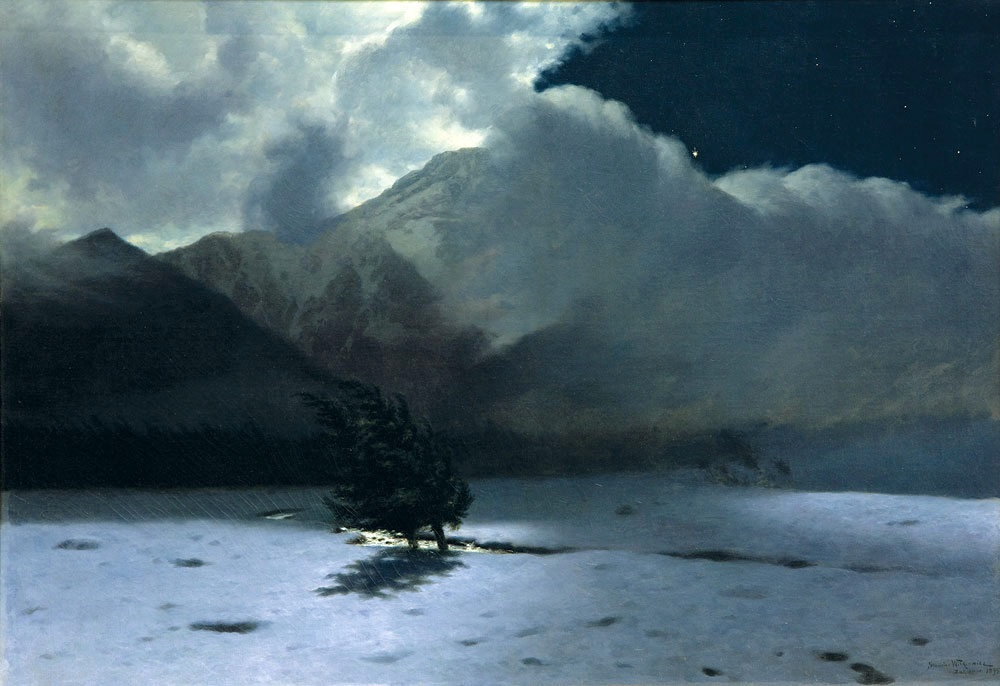
Хальний (1895) Станіслава Віткевича

### Сучасне мистецтво
У 2008 році Кеті Патерсон створила ілюстрацію під назвою «Лампочка» для імітації місячного світла.  Він складається з 289 лампочок, покритих для отримання спектру, подібного до світла повного Місяця. 